# 来茂德
来茂德（1960年6月29日—），男，浙江萧山人，中国病理学家，教授、博士生导师，德国科学院院士。曾任中国药科大学校长。

## 生平
1960年出生于浙江萧山，1978年至1983年在浙江医科大学医疗系临床医学专业学习。1982年加入中国共产党。1983年至1984年任教于浙江医科大学基础部病理解剖教研室。1984年至1987年就读于浙江医科大学病理解剖专业，获得硕士学位。1989至1990年，来茂德在联邦德国吕贝克大学病理学专业学习，获博士学位。1991年至1993年，任浙江医科大学基础部副主任、基础医学研究所副所长。1993年至1996年，担任浙江医科大学（现浙江大学医学部）基础医学院院长、党委副书记。1996年9月至1998年9月，任浙江医科大学（现浙江大学医学部）党委委员、副校长等职务。2013年1月起，担任中国药科大学校长。2017年4月起，担任中国药科大学校长、党委副书记。2022年9月28日起，不再担任中国药科大学校长、党委副书记。